# Teatre romà de Palma
El teatre romà de Palma és un possible teatre romà la localització del qual ha estat proposada però encara no confirmada. Segons la hipòtesi, l'antic teatre se situaria a la plaça de les Tortugues.
La seva existència fou suposada per l'arquitecte Lluís Moranta Jaume, basant-se en el traçat urbà de la ciutat moderna i inspirant-se en el cas d'altres ciutats com Lucca, Como i Florença. En aquestes ciutats, l'antiga existència del teatre o amfiteatre romà ha deixat testimoni en el traçat urbà del centre històric, amb els carrers que deixen entreveure un traçat circular o semicircular. En el cas de Palma, els habitatges de la illeta adjacent a la plaça formen una sèrie de partions concèntriques que porten a un montpeller, que coincidiria amb l'orquestra del teatre. Com que antigament un braç de mar penetrava per la Riera fins en aquella alçada, es tractaria d'un teatre adjacent al port.
Per confirmar la hipòtesi hom ha portat a terme diverses campanyes arqueològiques cercant proves. Els resultats no han estat prou satisfactoris, però cal destacar la troballa d'una inscripció sobre marbre entorn de la pròxima església de Sant Nicolau amb la lectura CAESAR AVG[. Per altra banda, les dimensions de l'hipotètic teatre serien força semblants a les del teatre romà de Pol·lèntia, la ciutat bessona de la Palma romana, cosa que reforça la hipòtesi que es tracta del teatre de Palma, atès que les semblances urbanístiques entre totes dues ciutats són abundants.
La recerca del teatre romà de Palma ha motivat la recerca del teatre romà de Baetulo, la localització del qual sí que ha pogut ésser confirmada i actualment està en procés d'excavació i restauració.